# وزارة الصناعة (فلسطين)
وزارة الصناعة الفلسطينية هي وزارة فلسطينية، أُنشئت عام 1996 لتعنى بشؤون القطاع الصناعي في دولة فلسطين. وزيرها الحالي منذ مارس 2024 هو عرفات عصفور.

## التاريخ
استحدثت وزارة الصناعة الفلسطينية لأول مرة وذلك في مايو 1996 ضمن تشكيلة الحكومة الفلسطينية الثانية (حكومة ياسر عرفات الثانية).
ومنذ الحكومة الفلسطينية الرابعة (حكومة ياسر عرفات الرابعة) عام 2002 ضُمت وزارة الصناعة إلى وزارة الاقتصاد الفلسطينية حيث أصبحت وزارة الاقتصاد تعنى بشؤون الاقتصاد والتجارة والصناعة، فأصبحت الوزارة باسم "وزارة الاقتصاد والتجارة والصناعة" خلال الفترة منذ أكتوبر 2002 وحتى مارس 2003.
وفي مارس 2024 جرى إعادة تفعيل الوزارة ضمن الحكومة الفلسطينية التاسعة عشرة (حكومة محمد مصطفى).

## وزراء الوزارة
| الاسم         | بداية       | نهاية       | مُلاحظات                                       |
| ------------- | ----------- | ----------- | --------------------------------------------- |
| بشير البرغوثي | مايو 1996   | أغسطس 1998  | "وزيرًا للصناعة"                               |
| سعدي الكرنز   | أغسطس 1998  | يونيو 2002  | "وزيرًا للصناعة"                               |
| ماهر المصري   | يونيو 2002  | أكتوبر 2002 | "وزيرًا للاقتصاد والتجارة" (تضم وزارة الصناعة) |
| ماهر المصري   | أكتوبر 2002 | مارس 2003   | "وزيرًا للاقتصاد والتجارة والصناعة"            |
| لا يوجد       | مارس 2003   | مارس 2024   | مُلغاة (ملف الصناعة ضمن وزارة الاقتصاد الوطني) |
| عرفات عصفور   | مارس 2024   | حتى الآن    | "وزيرًا للصناعة"                               |